# Мельниковский сельсовет
Мельниковский сельсовет — муниципальное образование со статусом сельского поселения и административно-территориальное образование в Новичихинском районе Алтайского края России. Административный центр — село Мельниково.
Мельниковский сельсовет образован 4 августа 1920 года постановлением Сибревкома.

## Демография
По результатам Всероссийской переписи населения 2010 года, численность населения муниципального образования составила 1073 человека, в том числе 507 мужчин и 566 женщин. Оценка Росстата на 1 января 2012 года — 1076 человек.
исленность населения Мельниковского сельсовета на 01.01.2018 года составляет 1161 человек, в том числе 311 пенсионеров, 246 детей в возрасте до 18 лет. Число наличных хозяйств составляет 400.

## Населённые пункты
В состав сельского поселения входит 2 населённых пункта:
- посёлок Весёлая Дубрава,
- село Мельниково.